# Minoru Yamasaki
Pour les articles homonymes, voir Yamasaki.
Minoru Yamasaki, né le 1er décembre 1912 à Seattle et mort, selon les sources, le 6 ou le 7 février 1986 à Bloomfield Hills, dans le Michigan, est un architecte américain. Son œuvre la plus célèbre reste aujourd'hui le design du World Trade Center, plus haut gratte-ciel de son époque.

## Biographie

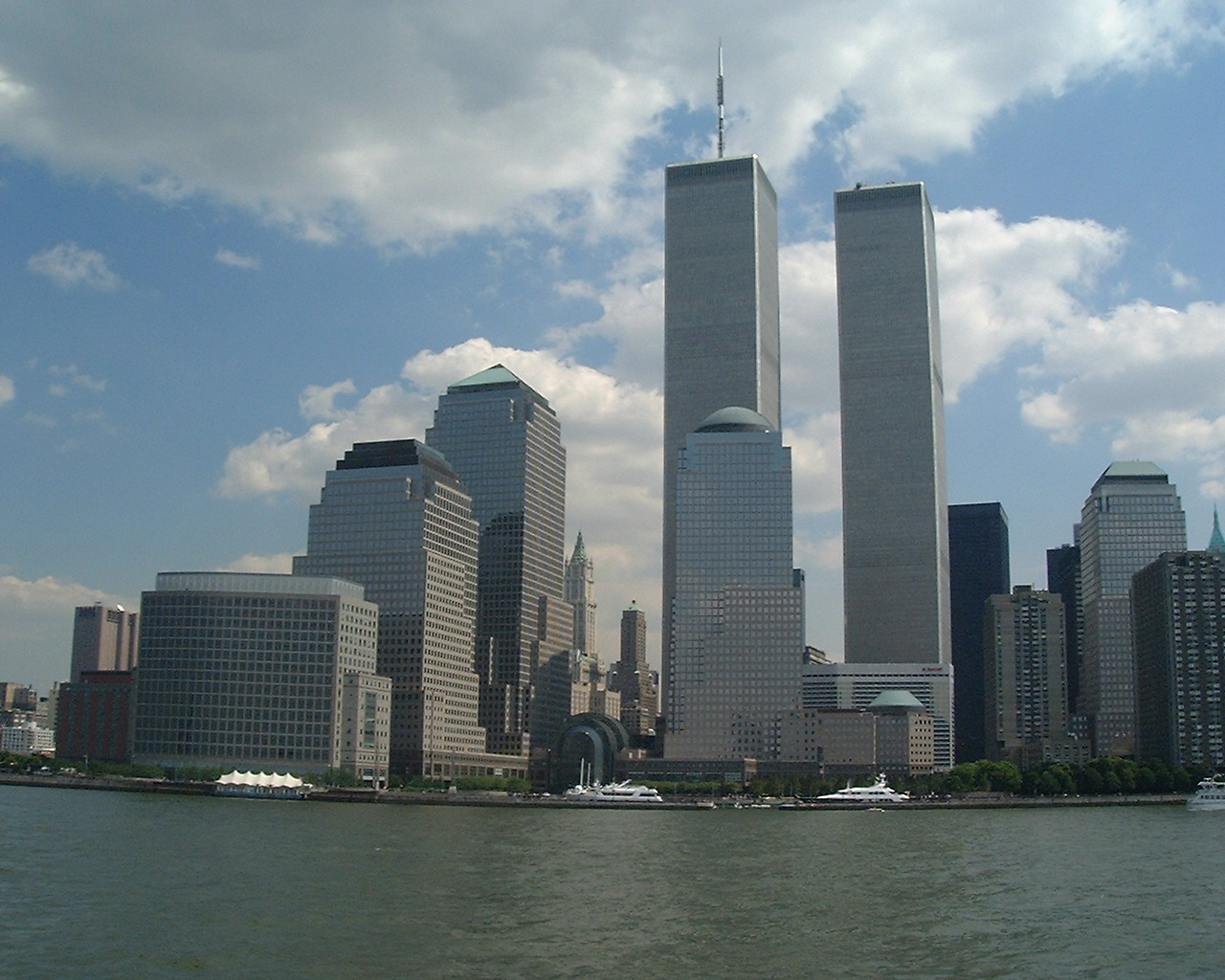
Le World Trade Center à New York, en 2000.

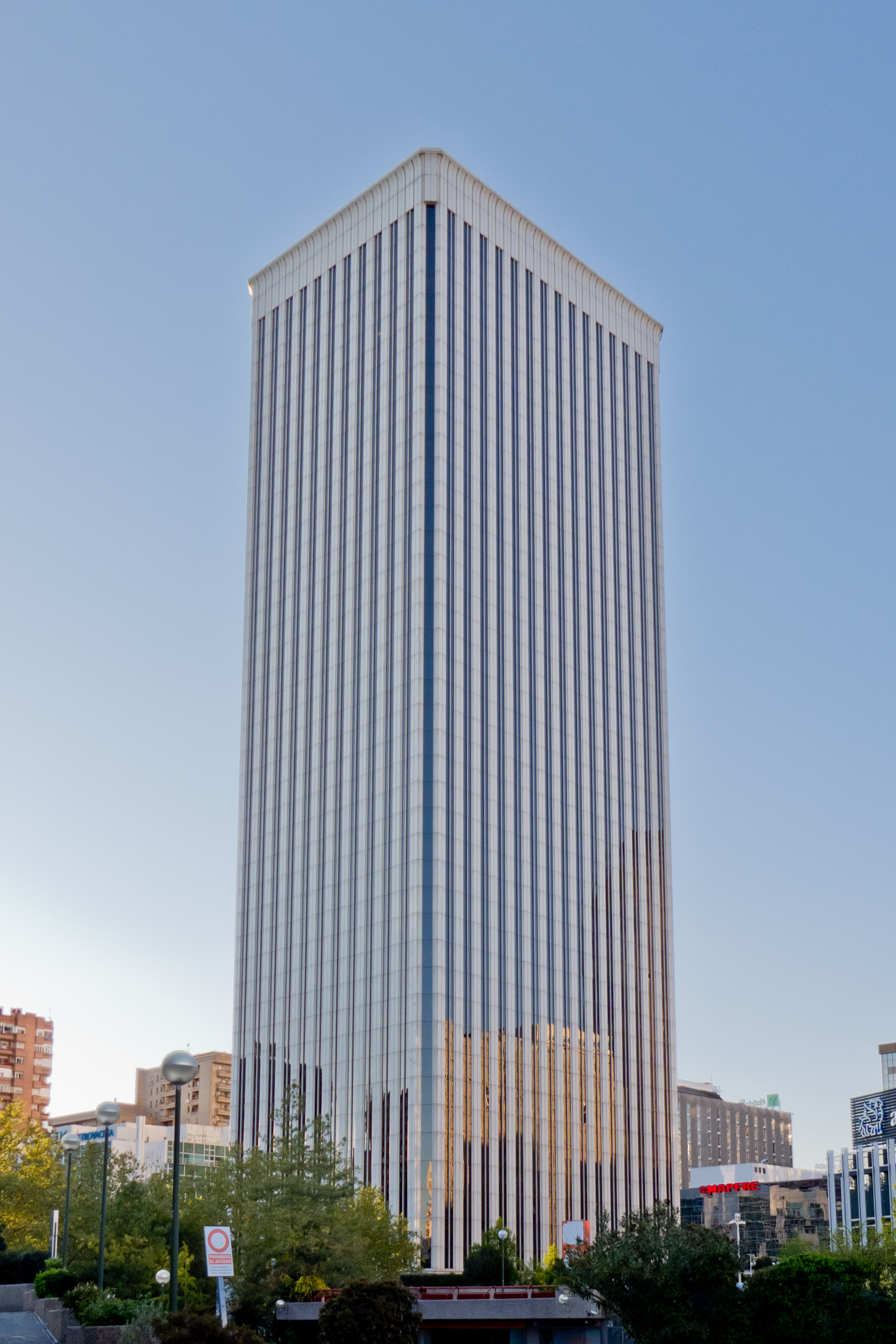
Tour Picasso à Madrid.

Né dans un milieu social défavorisé, de parents émigrés japonais, il obtient un diplôme de l'Université de Washington tout en travaillant pour payer ses études. Dans les années 1930, il partit à New York où il décrocha un emploi dans le cabinet d'architectes Shreve, Lamb & Hermon, qui avaient notamment conçu l'Empire State Building.
Son premier projet notable, Pruitt-Igoe à Saint Louis dans le Missouri en 1955, fut un quartier de 33 immeubles pour logements sociaux, structure moderne austère, démolie à partir de 1972, la cité étant quasi-abandonnée et dévastée. Il conçut également plusieurs bâtiments aéroportuaires, mais sa consécration arriva sans conteste avec les tours du World Trade Center, dont le projet commença en 1965 et la construction se termina en 1973.
Il se marie pour la première fois en 1941 et a deux autres femmes par la suite avant de se remarier avec la première en 1969. Il meurt d'un cancer de l'estomac à l'âge de 73 ans en 1986 et n'a donc connu aucun des attentats qui ont frappé les tours jumelles en 1993 et 2001.

## Réalisations
- Pavillon des sciences américain à l'exposition universelle de Seattle, 1962.
- Bibliothèque Irwin à la Butler University, dans l'Idaho
- Consulat général américain, Kobe, Japon
- Conservatoire de musique, Salle de concerts Warner et King Building à Oberlin, dans l'Ohio.
- Centre McGregor de la Wayne State University, Détroit, Michigan
- Cowling Gymnasium, West Gymnasium, Olin Hall, Goodhue Hall, et Watson Hall, Northfield, Minnesota.
- Bureau des ventes régionales de Reynolds Metals, Détroit, Michigan.
- Plans de l'université de Régina, au Canada.
- Terminal aérien de Lambert-St. Louis, St. Louis, Missouri (1956)
- Pruitt-Igoe Housing Project, St. Louis, Missouri (1955, démolis entre 1972 et 1976)
- American Natural Resources Building, Détroit, Michigan.
- Terminal aérien de Dhahran, en Arabie saoudite.
- Saudi Arabian Monetary Agency Head Office, à Riyad (Arabie saoudite).
- Founder's Hall, Shinji Shumeikai, Préfecture de Shiga, Japon.
- Congregation Beth El Temple (1968)
- Bâtiments annexes et parkings au Montgomery Ward Company Complex, Chicago, Illinois (1972)
- Rainier Tower, Seattle, États-Unis, 1977
- World Trade Center, New York (1970, destruction le 11 septembre 2001)
- Tour Picasso à Madrid (Espagne).
- Century Plaza Towers, Century City, Californie, 1975
- The Century Plaza Hotel, Century City, Californie,
- BOK Tower, Tulsa, Oklahoma